# HMS Iron Duke (1912)
HMS Iron Duke là một thiết giáp hạm dreadnought của Hải quân Hoàng gia Anh Quốc, là chiếc dẫn đầu của lớp Iron Duke, được đặt tên theo Công tước Arthur Wellesley, có biệt danh "Công tước Sắt". Nó đã phục vụ như là soái hạm của Hạm đội Grand trong Chiến tranh Thế giới thứ nhất, kể cả trong trận Jutland. Sau chiến tranh, nó được chuyển sang Địa Trung Hải rồi sang Đại Tây Dương cho đến khi được giải giáp và phục vụ như một tàu huấn luyện tác xạ kể từ năm 1931. Trong Chiến tranh Thế giới thứ hai, Iron Duke phục vụ như một tàu căn cứ tại Scapa Flow. Nó bị bán vào năm 1946 để tháo dỡ.

## Thiết kế và chế tạo

### Thiết kế
Những chiếc trong lớp Iron Duke có thiết kế dựa trên phiên bản mở rộng của lớp thiết giáp hạm King George V (1911) dẫn trước. Iron Duke có chiều dài chung 622 foot (189,6 m), mạn thuyền rộng 90 foot (27,4 m), và độ sâu của mớn nước là 29 foot (8,8 m) khi đầy tải nặng. Trọng lượng choán nước của Iron Duke là 25.000 tấn Anh (25.000 t), nặng hơn so với lớp dẫn trước chủ yếu là do gia tăng cỡ nòng của dàn pháo hạng hai. Hệ thống động lực bao gồm bốn turbine hơi nước Parsons dẫn động trực tiếp; hơi nước được cung cấp từ 18 nồi hơi Babcock & Wilcox đốt than, có bổ sung thiết bị phun dầu để nhanh chóng nâng áp lực hơi nước. Động cơ cung cấp một tổng công suất 29.000 hp (22.000 kW), cho phép đạt đến tốc độ tối đa 21,5 hải lý trên giờ (39,8 km/h; 24,7 mph); Iron Duke có thể mang theo tối đa 3.250 t (3.200 tấn Anh; 3.580 tấn Mỹ) than cùng 1.050 t (1.030 tấn Anh; 1.160 tấn Mỹ) dầu; cho phép nó có tầm hoạt động tối đa 7.780 hải lý (14.410 km; 8.950 mi) ở tốc độ đường trường 10 kn (19 km/h; 12 mph).
Iron Duke mang một dàn pháo chính bao gồm mười khẩu pháo BL 13,5 in (340 mm) Mk V trên năm tháp pháo nòng đôi bố trí trên trục giữa, gồm hai tháp pháo phía trước và hai phía sau bắn thượng tầng, cùng một tháp pháo giữa tàu nhưng có góc bắn giới hạn. Dàn pháo hạng hai là một cải tiến lớn so với lớp King George V dẫn trước, thay thế pháo 4 inch (100 mm) bằng 12 khẩu pháo cỡ nòng 6 inch (150 mm), cho phép Iron Duke đối đầu hiệu quả với tàu khu trục và tàu phóng lôi lớn hơn đang được chế tạo; tuy nhiên chúng bị ngập nước nặng khi di chuyển lúc biển động. Lớp Iron Duke cũng là những tàu chiến Anh đầu tiên được trang bị vũ khí phòng không với 2 pháo QF 3 in (76 mm) 20 cwt và 5 súng máy. Iron Duke cũng mang theo bốn ống phóng ngư lôi 21 inch (530 mm) hai bên mạn tàu.
Iron Duke có đai giáp dày đến 300 mm (12 in) ở phần trung tâm của con tàu, nơi hầm đạn, phòng động cơ cùng các bộ phận thiết yếu của nó được bố trí. Đai giáp được vuốt mỏng còn 100 mm (3,9 in) về phía mũi và đuôi con tàu. Bệ tháp pháo có các mặt hông dày 250 mm (9,8 in) và phía sau dày 75 mm (3,0 in), nơi đạn pháo khó có thể bắn trúng. Bản thân tháp pháo có vỏ giáp dày 280 mm (11 in) ở các mặt. Lớp sàn bọc thép của con tàu dày 1–2,5 in (25–64 mm). Sau trận Jutland vào tháng 5 năm 1916, có khoảng 820 tấn (820 t) vỏ giáp được bổ sung, chủ yếu nhằm gia cố sàn tàu chung quanh các tháp pháo chính và tăng cường vách ngăn cho các hầm đạn.

### Chế tạo
Iron Duke được đặt hàng trong Dự toán chế tạo hải quân 1911 và được đặt lườn vào ngày 12 tháng 1 năm 1912 tại xưởng tàu Portsmouth; nó được hạ thủy đúng 10 tháng sau đó, vào ngày 12 tháng 10 năm 1912. Công việc hoàn thiện được tiếp nối, và nó hoàn tất vào tháng 3 năm 1914.

## Lịch sử hoạt động
Sau khi được đưa vào hoạt động, Iron Duke gia nhập Hạm đội Nhà như là soái hạm của Đô đốc Sir George Callaghan. Không lâu trước khi xung đột nổ ra, Đô đốc Callaghan được thay phiên bởi Đô đốc John Jellicoe, vốn đã chọn Iron Duke làm soái hạm của Hạm đội Grand vừa mới được thành lập.
Hoạt động tác chiến lớn duy nhất mà Iron Duke tham gia trong Chiến tranh Thế giới thứ nhất là trong trận Jutland vào ngày 31 tháng 5 năm 1916, nơi nó nằm trong thành phần Hải đội Chiến trận 4. Nó đã bắn trúng một số phát đạn pháo hạng nặng vào thiết giáp hạm Đức König vào lúc Hạm đội Anh cắt ngang chữ T lực lượng Đức.
Sau đó, nó trở thành soái hạm trong một thời gian ngắn cho Đô đốc Sir David Beatty khi ông tiếp nhận quyền chỉ huy Hạm đội Grand vào cuối năm 1916, cho dù ông nhanh chóng chuyển cờ hiệu của mình sang chiếc thiết giáp hạm Queen Elizabeth

HMS Iron Duke nhìn từ thiết giáp hạm HMS King George V trong trận Hỏa hoạn Smyrna

Sau chiến tranh, nó được chuyển sang Hạm đội Địa Trung Hải, nơi nó lại phục vụ như một soái hạm, lần này là cho Đô đốc Sir John de Robeck. Nó sau đó được chuyển sang Hạm đội Đại Tây Dương và tiếp tục phục vụ cho đến khi được cho ngừng hoạt động vào năm 1929.
Vào năm 1931, sau Hiệp ước Hải quân London, Iron Duke được cho giải giáp và nó phục vụ như một tàu huấn luyện tác xạ. Các tháp pháo "B" và "Y" cùng các ống phóng ngư lôi được tháo dỡ; thay vào đó hai khẩu pháo phòng không 4 in (100 mm) được trang bị cùng một khẩu phòng không khác được lắp đặt tại vị trí tháp pháo "B". Đến năm 1939, một tháp pháo 4,5 in (110 mm) nòng đôi khác được lắp đặt tại vị trí tháp pháo "X".
Trong Chiến tranh Thế giới thứ hai, Iron Duke được sử dụng như một tàu căn cứ tại Scapa Flow, nơi nó trở thành mục tiêu của ba máy bay ném bom Đức và bị buộc phải tự mắc cạn sau một đợt không kích vào năm 1939. Cho dù bị hư hại nặng, nó được đắp đủ để tránh không bị chìm. Chiếc thiết giáp hạm cũ được cho nổi trở lại  và tiếp tục phục vụ cho đến khi xung đột kết thúc. Nó bị bán để tháo dỡ vào năm 1946, và được tháo dỡ tại Glasgow vào năm 1948. Chiếc chuông của Iron Duke hiện đang được trưng bày tại nhà thờ Winchester.

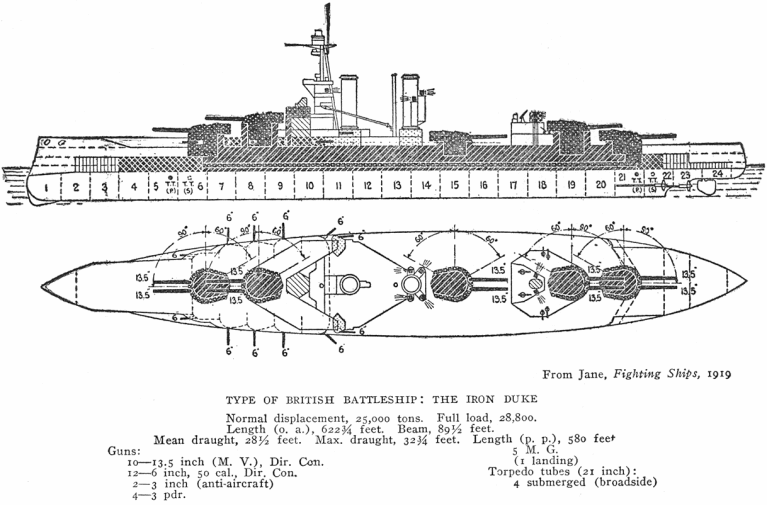
Sơ đồ thiết giáp hạm Iron Duke, lấy từ Jane's Fighting Ships 1919